# Iwona Sitkowska
Iwona Sitkowska (ur. 11 maja 1983 w Lubartowie) – polska aktorka filmowa i teatralna.
Pochodzi z Lubartowa. Jest absolwentką (2006) Państwowej Wyższej Szkoły Teatralnej z Krakowa. Od ukończenia PWST związana jest z krakowskim Teatrem Ludowym.

## Filmografia

### Filmy
- 2005 – Barbórka, jako Basia Śliwa
- 2005 – Podróż Niny, jako Celinka
- 2005 – Karol. Człowiek, który został papieżem, jako Kobieta z Krakowa
- 2009 – Funio, Szefunio i reszta..., czyli dzieciaki ratują świat (At the Zoo), jako Lola

### Seriale
- 2003 – Na Wspólnej, jako znajoma Sylwestra
- 2006 – Hela w opałach, jako Kelnerka (gościnnie)
- 2006–2007 – Kopciuszek, jako Dorota
- 2006–2008 – Plebania, jako Sylwia, żona Piętaka
- 2007 – Determinator, jako Basia, ekspedientka w sklepie Pecia
- 2008 – Na dobre i na złe, jako Kinga Bednarska (gościnnie)
- 2010: Ratownicy, jako turystka Marta (odc. 5)
- 2011: Szpilki na Giewoncie, jako turystka (odc. 27)
- 2013: 2XL, jako ślusarka (odc. 8)

## Nagrody
- 2006 – Nagroda za najlepszą rolę żeńską w filmie Barbórka na Festiwalu Filmów Telewizyjnych w Płowdiwie